# Strada statale 365 di Bisenti
La ex strada statale 365 di Bisenti (SS 365), ora "strada provinciale 365 di Bisenti (SP 365)", è una strada provinciale italiana che collega Bisenti sia con la valle del fiume Vomano e con Teramo, sia con Penne.

## Percorso
Partendo dall'innesto con la strada statale 81 Piceno Aprutina presso Val Vomano, una frazione del comune di Penna Sant'Andrea, la strada si inerpica con numerosi tornanti per 3 km fino a giungere presso la frazione  Sant'Agostino; da qui, dopo una curva a destra vi è il primo bivio per il paese di Basciano. 

Dopo un km quasi rettilineo e il secondo bivio per Basciano (km 4,5), la strada sale curvosa per le creste di alcune colline toccando Santa Maria di Basciano (km 5,5) e Feudo (km 7).
Dopo un paio di tornanti, rientra nel comune di Penna Sant'Andrea e giunge al paesino del  Pilone (km 10,5), dove un bivio porta alla riserva naturale di Castel Cerreto. 
In questo punto il panorama spazia dai monti Sibillini, a quelli della Laga, al massiccio del Gran Sasso fino alla Maiella.
Passato il Pilone la ex SS 365 svalica lasciando il bacino idrografico del fiume Vomano ed entrando in quello del Fino; subito dopo a destra (km 11) vi è il bivio per Colledoro e Castel Castagna, da dove si raggiunge la valle del Mavone e, proseguendo, il santuario di San Gabriele. Dopo il km 12 una leggera salita conduce, tra varie curve a gomito, al punto più alto raggiunto dalla strada in località  Saputelli, e si entra nel comune di Cermignano.
Al km 13,9 vi è il bivio per la frazione Saputelli, dopo di che si entra in comune di Bisenti. 
Superata la frazione  Scipione,  la strada, con numerose curve a gomito e vari tornanti, scende la contrada di Rufiano fino a giungere a  Bivio Castelli, dove vi è il ponte sul fiume Fino (km 19,5), opera d'arte ottocentesca ricostruita dall'impresa Crudeli nel 1945.
Dopo due km si giunge al bivio per il Fondovalle del Fino (km 21), in direzione Montesilvano e Pescara, dopo di che si entra a Bisenti (km 21,5). 

Nel centro cittadino, lungo una curva, vi è il bivio per Arsita e Penne (la strada porta anche a Campo Imperatore), quindi si esce dal paese e, dopo il ponte sul Fossato, la strada sale, con varie curve a gomito, fino alla contrada  San Nicola (km 25,1).
Da qui una leggera discesa e poi una salita e si giunge a Paradiso (km 26), Campo Male (km 27) e si entra nel comune di Castiglione Messer Raimondo, in contrada Vorghe. Dal km 27,8 la strada è in discesa e si giunge, dopo numerose curve, a  Castiglione Messer Raimondo (km 32,5). 

Superando il paese, dopo vari tornanti in discesa, si giunge alla valle del fiume Fino, dove vi è il bivio per Montefino (km 33,5). La strada prosegue per un po' parallela al fiume Fino e, dopo un chilometro, termina in località  Cesi (km 34,6), nei pressi del ponte della strada statale 81 Piceno Aprutina sul fiume Fino.
In seguito al decreto legislativo n. 112 del 1998, dal 2001 la gestione è passata dall'ANAS alla Regione Abruzzo che ha provveduto al trasferimento dell'infrastruttura al demanio della Provincia di Teramo.